# Yorick de Groot
Yorick de Groot (Sliedrecht, 6 de julho de 2000) é ex-voleibolista indoor, atualmente um jogador de vôlei de praia neerlandês.

## Carreira
Iniciou sua trajetória no  voleibol indoor, assim como seus irmãos Mart de Groot e Lukk de Groot, representou com a camisa#15 a seleção neerlandesa no qualificatório para o Campeonato Europeu Sub-19 de 2017, no grupo C, na posição de oposto. Em clubes iniciou nas categorias de base do Sliedrecht Sport e já competia nesta fase em 2016, também  ingressou em algumas partidas no time adulto, renovou em 2017-18 atuando como ponteiro passador.

Em 2017 já competia no âmbito nacional nas areias, na etapa de Utreque terminou na décima sexta posição com Michiel Ahyi, disputou o CEV Continental Cup para qualificação dos Jogos Olímpicos da Juventude do ano seguinte ao lado de Noah Aerts e venceram o grupo G na Hungria e também para o Campeonato Europeu Sub-18  sediado em Cazã, no qual terminaram na nona posição, também disputou o Campeonato Europeu Sub-20 no mesmo ano ao lado de Mees Blom em Vulcano, quando terminaram na quarta posiçãoe no campeonato neerlandês de vôlei de praia, na etapa de 	Scheveningen terminou em quinto ao lado de Tom van Steenis.
Ainda em 2017 atuou com Bas Verpoorten no campeonato neerlandês e foram vice-campeões na etapa de Vrouwenpolder.Em 2018 juntamente com Mees Blom disputou o Circuito Mundial de Vôlei de Praia, o torneio quatro estrelas de Haia; também obteve o terceiro posto em Zutphen com Matthew Immers, e juntos alcançaram o sétimo posto no Campeonato Europeu Sub-20 em Anapa e vice-campeões no CEV Continental Cup em Baden e paralelamente competia pelo clube.
Em 2018 esteve com Rik Damen disputando o Campeonato Mundial de Vôlei de Praia Sub-19 em Nanquim e terminaram na trigésima terceira colocação e no campeonato nacional na décima posição em Vrouwenpolder.Com Matthew Immers sagrou-se medalhista de prata nos Jogos Olímpicos da Juventude realizado em Buenos Aires.No Campeonato Europeu Sub-22 em Jūrmala de 2018 terminou na nona posição com Mees Blom e neste ano foram terceiros colcoados no Torneio  da WEZVA( Associação Zonal de Voleibol da Europa Ocidental) em Portugal.
Em 2019 disputo o Campeonato Europeu Sub-20 em Gotemburgo com Matthew Immers e foram medalhistas de ouro e no mesmo ano novamente com Mees Blom  termina em nono lugar no Campeonato Europeu Sub-22 de Antália.Também atuou pelo clube em 2019 e ao lado de seu irmão Mart e no campeonato nacional de vôlei de praia ao lado de Blom foram campeões em Vrouwenpolder, décimo colocado em Utreque,  quarto colcoados em Scheveningen, vice-campeões da etapa de Breda, Groninga, terceiros colocados em Heerlen e Heerenveen mesmo posto quando jogou ao lado de Matthew Immers em Flessingue.No Circuito Mundial obetev o quinto lugar no torneio uma estrela de Knokke-Heist  e o bronze nesta mesma ctaegoria em Ljubljana.
No segundo semestre de 2020 anuncia dupla com Stefan Boermans desde 2020,  no campeonato nacional foram campeões das etapas de Almelo, Zaanstad, Breda e Ultreque , além do vice-campeonato em Scheveningen, renderam-lhes o vice-campeonato neerlandês geral.No Circuito Mundial de 2021 alcançaram o quinto lugar duas vezes nos torneios quatro estrelas de Cancún e obtiveram o primeiro ouro no torneio quatro estrelas de Gstaad. Sagraram-se vice-campeões da CEV Continental Cup 2021, perdendo o jogo um dos três válidos para qualificação olímpica.

Em 2023,  ao lado de Leon Luini, conquistaram a medalha de prata no Campeonato Europeu de 2023 em Viena

## Títulos e resultados
- Elite 16 de Doha do Circuito Mundial de Vôlei de Praia de 2024
- Torneio 4* de Gstaad do Circuito Mundial de Vôlei de Praia de 2021
- Torneio 1* de Montpellier do Circuito Mundial de Vôlei de Praia de 2019
- Torneio 1* de Ljubljana do Circuito Mundial de Vôlei de Praia de 2019
- Torneio 1* de Samsun do Circuito Mundial de Vôlei de Praia de 2018
- Circuito Neerlandês de Vôlei de Praia:2020